# Macnelly Torres
Macnelly Torres Berrio (Barranquilha, 1 de novembro de 1984) é um ex-futebolista colombiano que atuava como meia. 

## Carreira
Mac estreou como profissional em 2002, pelo Junior Barranquilha. No Cúcuta, jogou no time campeão do campeonato colombiano de 2006, e destacou-se na campanha da equipe.
Em 2008, se transferiu para o Colo-Colo, do Chile. Em 2011, voltou para seu país para jogar no Atlético Nacional, onde o clube pagou US$ 400.000 mil pelo empréstimo do jogador. Mac foi apresentado em 17 de janeiro junto com os demais jogadores contratados. Em 5 de março, marcou seu primeiro gol pelo clube contra o seu ex-time Junior Barranquilha, na vitória de 4 a 1 da equipe Verdolaga. Em 6 de julho, foi contratado pelo San Luis do México por US$ 2,8 milhões.
Em 2013 rumou ao Al-Shabab da Arábia Saudita, onde permaneceu por dois anos. 
Em 2015, voltou ao futebol colombiano para atuar no clube que o revelou, o Junior Baranquilha. No meio do ano de 2015 Mac acertou sua volta ao Atlético Nacional.

## Seleção nacional
Pela seleção colombiana, esteve no time que alcançou as semifinais do Mundial Sub-20 em 2003. Na principal, estreou contra o Paraguai na Copa América de 2007. Participou de alguns jogos nas eliminatórias para as copas de 2010, 2014 e 2018.

## Estatísticas
Atualizado até 1 de janeiro de 2017

### Clubes
| Equipe                 | Temporada         | Campeonato nacional | Campeonato nacional | Copa nacional | Copa nacional | Competições continentais | Competições continentais | Outros torneios | Outros torneios | Total | Total |
| Equipe                 | Temporada         | Jogos               | Gols                | Jogos         | Gols          | Jogos                    | Gols                     | Jogos           | Gols            | Jogos | Gols  |
| ---------------------- | ----------------- | ------------------- | ------------------- | ------------- | ------------- | ------------------------ | ------------------------ | --------------- | --------------- | ----- | ----- |
| Colo-Colo              | 2008              | 24                  | 6                   | –             | –             | –                        | –                        | –               | –               | 24    | 6     |
| Colo-Colo              | 2009              | 30                  | 5                   | –             | –             | 6                        | 1                        | –               | –               | 36    | 6     |
| Colo-Colo              | 2010              | 27                  | 4                   | –             | –             | 8                        | 0                        | –               | –               | 35    | 4     |
| Colo-Colo              | Total             | 81                  | 15                  | –             | –             | 14                       | 1                        | –               | –               | 95    | 16    |
| Atlético Nacional      | 2011              | 23                  | 5                   | 1             | 0             | –                        | –                        | –               | –               | 24    | 5     |
| Atlético Nacional      | 2012              | 30                  | 4                   | 8             | 2             | 8                        | 0                        | 2               | 0               | 48    | 6     |
| Atlético Nacional      | 2013              | 20                  | 4                   | –             | –             | –                        | –                        | –               | –               | 20    | 4     |
| Atlético Nacional      | Total             | 73                  | 13                  | 9             | 2             | 8                        | 0                        | 2               | 0               | 92    | 15    |
| San Luis               | 2011–12           | 16                  | 1                   | –             | –             | –                        | –                        | –               | –               | 16    | 1     |
| San Luis               | Total             | 16                  | 1                   | –             | –             | –                        | –                        | –               | –               | 16    | 1     |
| Al-Shabab              | 2013–14           | 22                  | 1                   | 5             | 0             | 8                        | 0                        | –               | –               | 35    | 1     |
| Al-Shabab              | Total             | 22                  | 1                   | 5             | 0             | 8                        | 0                        | –               | –               | 35    | 1     |
| Junior de Barranquilla | 2015              | 19                  | 2                   | –             | –             | –                        | –                        | –               | –               | 19    | 2     |
| Junior de Barranquilla | Total             | 19                  | 2                   | –             | –             | –                        | –                        | –               | –               | 19    | 2     |
| Atlético Nacional      | 2015              | 19                  | 0                   | 2             | 0             | –                        | –                        | –               | –               | 21    | 0     |
| Atlético Nacional      | 2016              | 21                  | 9                   | 1             | 0             | 20                       | 1                        | 1               | 0               | 43    | 10    |
| Atlético Nacional      | Total             | 40                  | 9                   | 3             | 0             | 20                       | 1                        | 1               | 0               | 64    | 10    |
| Total na carreira      | Total na carreira | 251                 | 41                  | 17            | 2             | 50                       | 2                        | 3               | 0               | 321   | 45    |

## Títulos
Junior Barranquilha
- Torneio Finalización: 2004

Deportivo Cúcuta
- Torneio Finalización: 2006

Colo-Colo
- Torneio Clausura: 2008, 2009
- Copa Banco Estado: 2010

Al-Shabab Riyadh
- Copa do Rei da Arábia Saudita: 2014

Atlético Nacional
- Torneio Apertura: 2011, 2013
- Superliga Colombiana: 2012
- Torneio Finalización: 2015
- Copa Libertadores da América: 2016
- Recopa Sul-Americana: 2017
- Florida Cup: 2018

### Prêmios individuais
- Equipe ideal da América de 2016